# Об'єктно-орієнтована онтологія
У метафізиці об'єктно-орієнтована онтологія (ООО) (англ. Object-oriented ontology) — це філософська школа 21 століття, що спростовує привілей суб'єктності людського існування над існуванням нелюдських об'єктів. Термін вперше запропонований Ґремом Гарманом у 1999 році, у його докторській дисертації «Інструментальне буття: Елементи теорії об'єктів», де він розвиває ідеї Гайдеггера. ООО протиставляє себе тому, що вона називає «антропоцентризмом» філософії Канта, натомість пропонуючи метафоричну революцію Коперника, яка витіснила б людину з центру Всесвіту, як Коперник витіснив Землю з центру Всесвіту. Об'єктно-орієнтована онтологія стверджує, що об'єкти існують незалежно (як кантіанські ноумени) від людського сприйняття і онтологічно не вичерпуються їхніми стосунками з людьми чи іншими об'єктами. Для об'єктно-орієнтованих онтологів усі стосунки, в тому числі між нелюдьми, впливають на пов'язані з ними об’єкти так само як і людська свідомість, і існують на рівні один з одним.
Об’єктно-орієнтована онтологія часто розглядається як відгалуження спекулятивного реалізму, сучасної школи думки, яка критикує посткантіанське зведення філософського дослідження до стосунків між мисленням і буттям, залишаючи реальність будь-чого поза цією кореляцією непізнаваним. Проте об'єктно-орієнтована онтологія передує спекулятивному реалізму та робить чіткі твердження про природу та рівність об’єктних відносин, з якими погоджуються не всі спекулятивні реалісти.

## Основні принципи
Хоча об'єктно-орієнтовані філософи приходять до різних висновків, вони поділяють спільні принципи, включаючи критику антропоцентризму та кореляціонізму, збереження скінченності, «вилучення» та відмову від філософій, які підривають чи «закопують» об'єкти.
(а) Відмова від антропоцентризму — спростування привілеювання людей як «суб’єктів» вищих і протиставлених нелюдським сутностям, як «об'єктам». Існує поширена тенденція залишати за людьми монополію на такі атрибути, як розум, автономія, моральна свобода волі, і таке інше, водночас протиставляючи їм всі інші сутності як варіації «об'єктів» або речей, що підкоряються детермінованим законам, імпульсам, стимулам, інстинктам тощо. Починаючи з епістемології Канта, філософи почали артикулювати трансцендентальний антропоцентризм, згідно з яким кантівський аргумент про те, що об'єкти непізнавані поза нав'язаними категоріями людського розуму, в свою чергу, підтримує дискурси, в яких об'єкти часто зводяться до простих продуктів людського пізнання. На відміну від погляду Канта, об’єктно-орієнтовані філософи стверджують, що об’єкти існують незалежно від людського сприйняття, і що нелюдські об'єктні відносини впливають на залучені до них об’єкти таким же фундаментальним чином, як і людська свідомість. Таким чином, стверджується, що всі об'єктні відносини, людські та нелюдські, існують на рівній онтологічній основі одне з одним.
(б) Критика кореляціонізму, який французький філософ Квентін Мейясу визначає як «ідею, згідно з якою ми завжди маємо доступ лише до кореляції між мисленням і буттям, і ніколи не розглядаємо жодного з цих термінів окремо від іншого». Оскільки об'єктно-орієнтована онтологія є філософією реалізму, вона протистоїть ідеалістичній траєкторії кореляціонізму, який обмежує філософське розуміння стосунків буття з мисленням, відмовляючись від будь-якої зовнішньої по відношенню до цієї кореляції реальності як недоступної, і, таким чином, не може уникнути онтологічної реїфікації людського досвіду.
Відмова від філософій, що знецінюють об'єкти. Об'єктно-орієнтована філософія стверджує, що існують дві основні стратегії знецінення філософського значення об'єктів. По-перше, можна підривати об'єкти, стверджуючи, що вони є наслідком або проявом більш глибокої субстанції чи сили, що лежить в основі. По-друге, можна «закопати» об'єкти або за допомогою ідеалізму, який стверджує, що немає нічого нижче того, що з’являється у свідомості, або, як у соціальному конструктивізмі, не визнаючи незалежної реальності поза мовою, дискурсом чи владою. Ґрем Гарман також згадує (у статті, опублікованій у 2013 році) нову концепцію duomining, яка походить від комп'ютерних наук. Хоча поняття duomining стосується поєднання інтелектуального аналізу даних і текстів, Гарман використовує його для позначення ситуації, коли обидва ставлення підриву та «закопування» зберігаються разом, як у випадку Квентіна Мейясу, який "займає класичну позицію duomining, оскільки вважає, що первинними якостями речей є ті, які можна математизувати, і заперечує, що він є піфагорійцем, наполягаючи на тому, що числа не вичерпують світ, а просто вказують на свого роду «мертву матерію», чий точний метафізичний статус ніколи не уточнюється".
(в) Збереження скінченності (обмеженості) відрізняє ООО від іншого спекулятивного реалізму. Згідно з цією концепцією, відношення до об'єкта не може бути переведене в пряме і повне знання про об'єкт. Оскільки всі міжоб'єктні відношення впливають на залучені до них об'єкти, кожне відношення вважається актом перекладу, із застереженням, що жоден об'єкт не може ідеально перекласти інший об'єкт у його власну номенклатуру. Однак об'єктно-орієнтована онтологія не залишає властивість скінченності тільки за людством, а поширює її на всі об'єкти як невід'ємне обмеження реляційності.
(г) Об'єктно-орієнтована онтологія стверджує, що об'єкти є незалежними не лише від інших об'єктів, але й від якостей, якими вони наділені в конкретному просторово-часовому розташуванні. Відповідно, об'єкти не можуть бути вичерпані їхніми стосунками з людьми чи іншими об'єктами в теорії або на практиці, тобто реальність об'єктів завжди «готова до сприйняття». Утримання об'єктом реальності поза будь-яких зв'язків відоме як вилучення.